# العلاقات الرواندية الفيتنامية
العلاقات الرواندية الفيتنامية هي العلاقات الثنائية التي تجمع بين رواندا وفيتنام.

## مقارنة بين البلدين
هذه مقارنة عامة ومرجعية للدولتين:
| وجه المقارنة                                              | رواندا                                        | فيتنام           |
| --------------------------------------------------------- | --------------------------------------------- | ---------------- |
| المساحة (كم2)                                             | 26.34 ألف                                     | 331.69 ألف       |
| عدد السكان (نسمة)                                         | 12.21 مليون                                   | 94.66 مليون      |
| الكثافة السكانية (ن./كم²)                                 | 463.55                                        | 285.39           |
| العاصمة                                                   | كيغالي                                        | هانوي            |
| اللغة الرسمية                                             | اللغة الكينيارواندا، لغة إنجليزية، لغة فرنسية | اللغة الفيتنامية |
| العملة                                                    | فرنك رواندي                                   | دونغ فيتنامي     |
| الناتج المحلي الإجمالي (بليون دولار)                      | 9.14 مليار                                    | 234.19 مليار     |
| الناتج المحلي الإجمالي (تعادل القوة الشرائية) بليون دولار | 20.46 مليار                                   | 553.42 مليار     |
| الناتج المحلي الإجمالي الاسمي للفرد دولار أمريكي          | 697                                           | 2.48 ألف         |
| الناتج المحلي الإجمالي للفرد دولار أمريكي                 | 1.66 ألف                                      | 5.63 ألف         |
| مؤشر التنمية البشرية                                      | 0.483                                         | 0.666            |
| رمز المكالمات الدولي                                      | +250                                          | +84              |
| رمز الإنترنت                                              | .rw                                           | .vn              |
| المنطقة الزمنية                                           | ت ع م+02:00                                   | ت ع م+07:00      |

## منظمات دولية مشتركة
يشترك البلدان في عضوية مجموعة من المنظمات الدولية، منها:
| علم المنظمة | اسم المنظمة                        | تاريخ انضمام رواندا | تاريخ انضمام فيتنام |
| ----------- | ---------------------------------- | ------------------- | ------------------- |
|             | مؤسسة التنمية الدولية              | 30 سبتمبر 1963      | 24 سبتمبر 1960      |
|             | يونسكو                             | 7 نوفمبر 1962       | 6 يوليو 1951        |
|             | وكالة ضمان الاستثمار متعدد الأطراف | 27 سبتمبر 2002      | 5 أكتوبر 1994       |
|             | الأمم المتحدة                      | 18 سبتمبر 1962      | 20 سبتمبر 1977      |
|             | الاتحاد البريدي العالمي            | ?                   | ?                   |
|             | البنك الدولي للإنشاء والتعمير      | 30 سبتمبر 1963      | 21 سبتمبر 1956      |
|             | الاتحاد الدولي للاتصالات           | 12 ديسمبر 1962      | 24 سبتمبر 1951      |
|             | منظمة حظر الأسلحة الكيميائية       | ?                   | ?                   |
|             | مؤسسة التمويل الدولية              | 6 نوفمبر 1975       | 4 أغسطس 1967        |
|             | منظمة التجارة العالمية             | ?                   | 11 يناير 2007       |
|             | منظمة الشرطة الجنائية الدولية      | ?                   | ?                   |

## وصلات خارجية
- موقع وزارة الخارجية الرواندية
- موقع وزارة الخارجية الفيتنامية